# Michele Rivera
Michele Rivera (ur. 1 lipca 1984) – salwadorska lekkoatletka specjalizująca się w skoku o tyczce.

## Osiągnięcia
- srebrny medal mistrzostw Ameryki Środkowej i Karaibów juniorów (San Juan 2000)
- brąz mistrzostw Ameryki Środkowej i Karaibów (Gwatemala 2001)
- złoty medal igrzysk Ameryki Środkowej (Gwatemala 2001)

## Rekordy życiowe
- skok o tyczce (stadion) - 3,73 (2002) rekord Salwadoru
- skok o tyczce (hala) – 3,66 (2002) rekord Salwadoru